# Oberonia disticha
Oberonia disticha är en orkidéart som först beskrevs av Jean-Baptiste de Lamarck, och fick sitt nu gällande namn av Rudolf Schlechter. Oberonia disticha ingår i släktet Oberonia och familjen orkidéer. Inga underarter finns listade i Catalogue of Life.